# Pas un de moins
Pour plus de détails, voir Fiche technique et Distribution.
Pas un de moins (一个都不能少, Yi ge dou bu neng shao) est un film chinois réalisé par Zhang Yimou, sorti en 1999.

## Synopsis
Une jeune fille, Wei Minzhi, est chargée de remplacer le professeur Gao, l'instituteur du village, pendant le séjour de celui-ci à la ville. Elle ne sera payée que si elle réussit à garder intact l'effectif de la classe. Pas un seul élève ne doit manquer (c'est l'explication du titre du film), sinon elle n'aura pas de salaire. Malheureusement, un jeune garçon, Zhang Huike, s'enfuit de l'école pour aller en ville, afin d'y trouver un travail et gagner de l'argent pour aider sa famille, très pauvre. Wei Minzhi va tout faire pour le récupérer.

## Fiche technique
- Titre : Pas un de moins
- Titre original : 一个都不能少 (Yi ge dou bu neng shao)
- Réalisation : Zhang Yimou
- Scénario : Shi Xiangsheng
- Production : Zhang Weiping et Zhao Yu
- Musique : San Bao
- Photographie : Hou Yong
- Montage : Zhai Ru
- Décors : Juiping Cao
- Costumes : Tong Huamiao
- Pays d'origine : Chine
- Format : Couleurs
- Genre : Drame
- Date de sortie : 1999

## Distribution
- Wei Minzhi : Wei Minzhi
- Zhang Huike : Zhang Huike
- Tian Zhenda : Chef du village
- Gao Enman : Professeur Gao
- Sun Zhimei : Sun Zhimei

## Distinctions
- Lion d'or à la Mostra de Venise.